# Sindanghurip
Sindanghurip is een bestuurslaag in het regentschap Majalengka van de provincie West-Java, Indonesië. Sindanghurip telt 2561 inwoners (volkstelling 2010).